# Tetrapleura tetraptera
Espèce
Synonymes
- Adenanthera tetraptera Schum. & Thonn.[1]
- Adenanthera tetraptera Schumach.[2]
- Tetrapleura thonningii Benth.[1],[2]

Tetrapleura tetraptera (Schum. & Thonn.) Tauban, communément appelé Aidan tree en anglais, sassas chez les Bassa, djetk ou essissa (ou Esesè) chez les Ewondo au Cameroun, Prekese dans la langue Twi parlée au Ghana et Uhio (Uhiokrihio) dans la langue lgbo au Nigeria, est une espèce de plantes à fleurs de la famille des Fabaceae. C'est un arbre pérenne des régions forestières d'Afrique tropicale.
De par sa forme, le fruit est communément nommé quatre côtés.

## Description

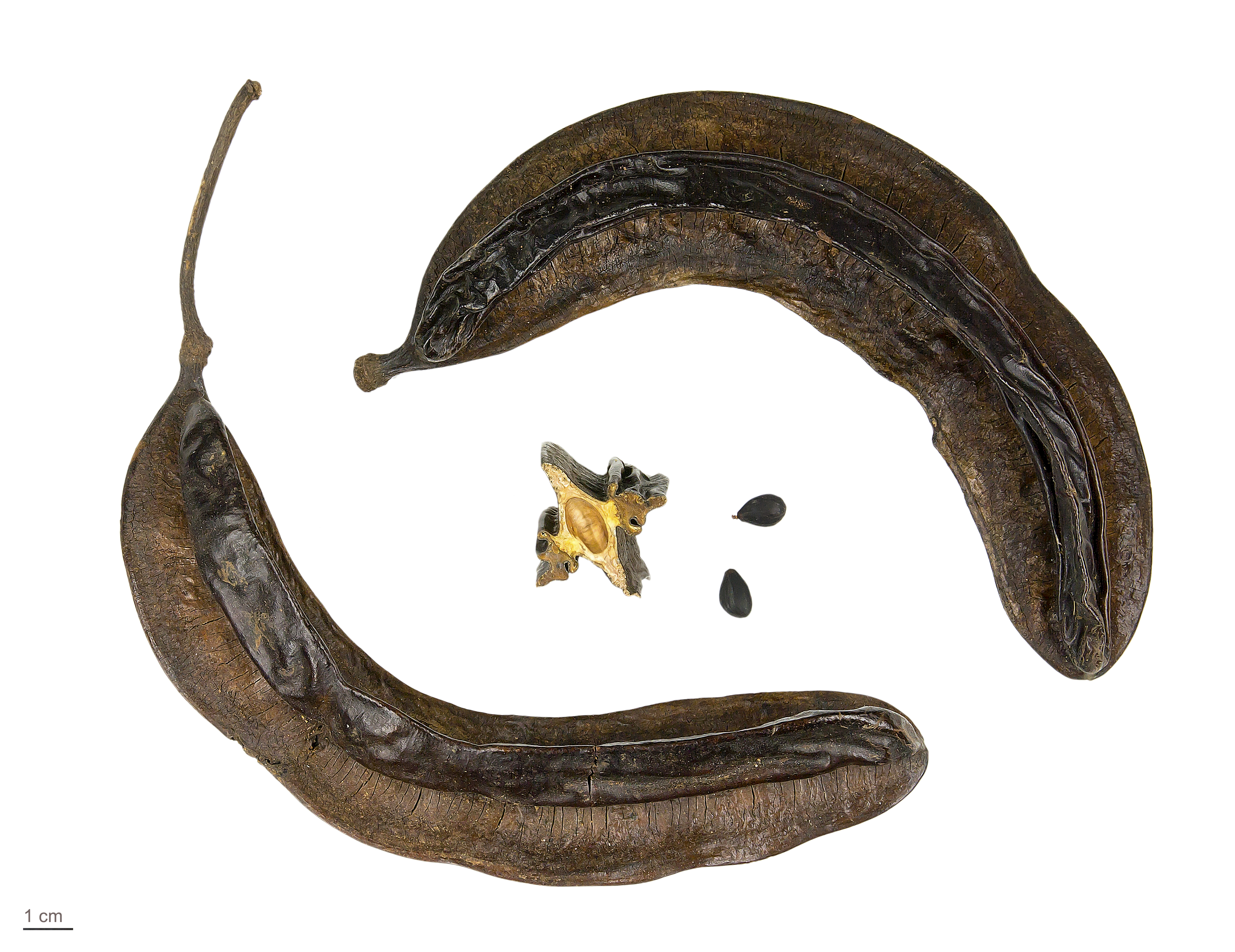
Gousses et graines du Cameroun au Muséum de Toulouse.

Cet arbre peut atteindre 25 mètres de haut avec une cime ouverte et un fût court. Les folioles sont vert foncé. Les fleurs, en épis étroits, sont de couleur crème ou rose tendant vers l'orange. Ses feuilles d'environ 30 cm de longueur ont 6-8 paires de pinnules opposées. Ses fruits sont des gousses de couleur pourpre à brun foncé, composées de quatre côtes saillantes pouvant atteindre 20 cm de long et 5 cm de large. Ses graines sont ovales, plates et noires,.

## Reproduction
La dissémination de ses graines est facilitée par les éléphants, celles-ci étant capables de germer dans les excréments d'éléphant.

## Distribution
Son aire de répartition s'étend du Sénégal à la Tanzanie vers l'Est et à l'Angola et Zimbabwe vers le Sud en passant par le Cameroun et le Gabon.

## Habitat
On le rencontre dans la forêt, la jachère rocheuse, la savane.

## Utilité

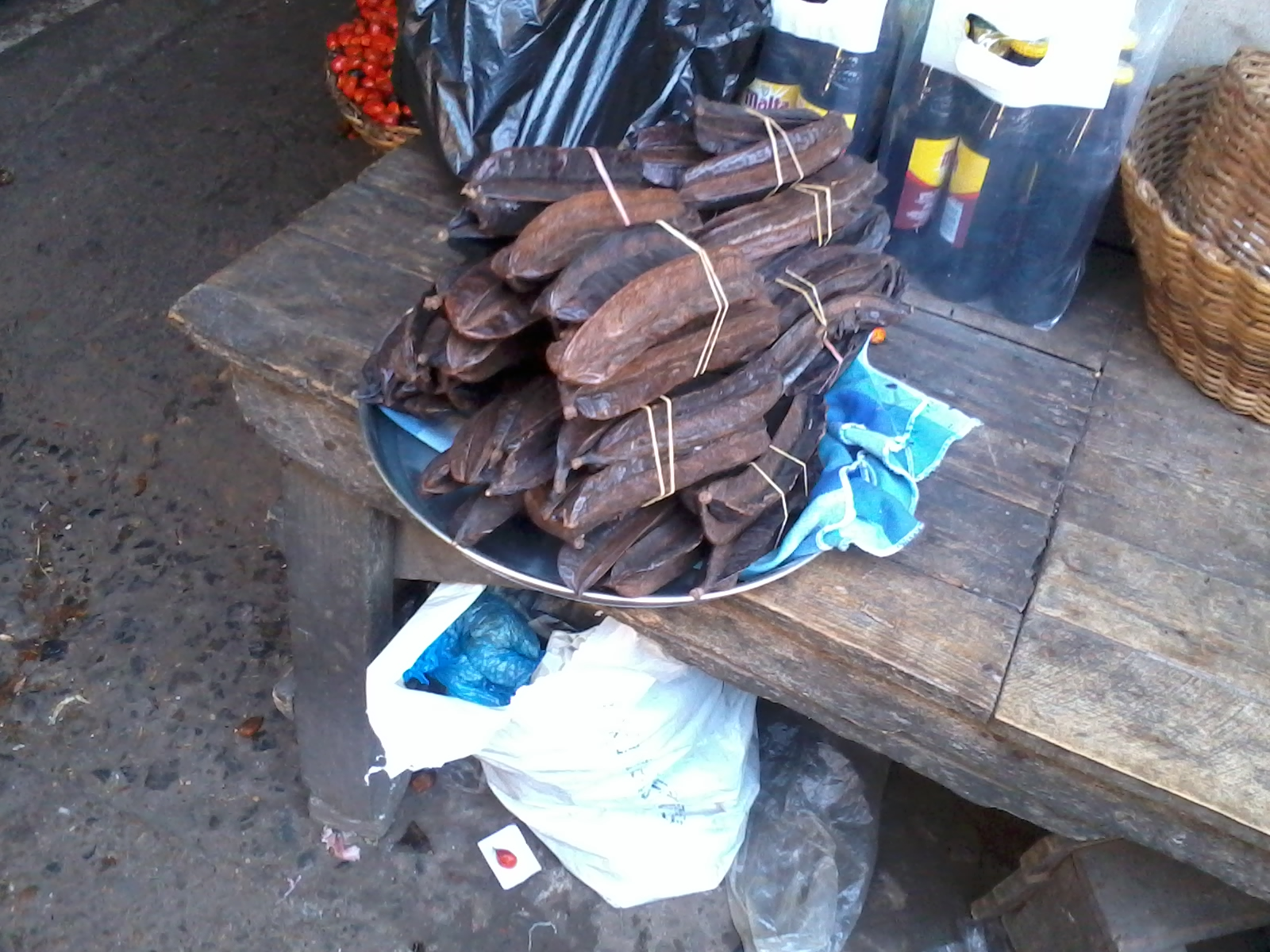
Prekese sur un marché au Ghana.

Communément nommé quatre côtés de par sa forme caractéristique, le fruit est utilisé comme épice pour plusieurs sauces notamment la sauce jaune chez les Bamiléké ou le bongo'o chez les Bassa au Cameroun. Au Ghana, Tetrapleura tetraptera est utilisé comme thé ou dans la fabrication des bonbons, car la pulpe est sucrée et aromatisée.
Le bois est dur, dense, mais moyennement résistant. On s'en sert pour la petite menuiserie, la fabrication d'outils, également pour le chauffage.
Toutes les parties de la plante connaissent de très nombreuses utilisations en médecine traditionnelle en Afrique, mais les fruits, réputés anti-arthritiques, anti-inflammatoires et anti-diabétiques, sont les plus employés, pour traiter des affections aussi variées que : troubles cardiovasculaires ou digestifs, hypertension épilepsie, convulsions, fièvres, insuffisance immunitaire, problèmes dentaires.